# Romance for〜
Romance for〜（ロマンス フォア）は、日本のロックバンド。1994年結成、1999年解散。
2024年イズミユウにて再始動。

## 概要
- 1994年8月に結成。名古屋を拠点に活動していた[1]。当初は所謂ダーク系のヴィジュアル系バンドだったが、ボーカル和泉によるメッセージ性の強い歌詞・力強い歌声は他バンドと一線を画していた。
- メンバーチェンジ後は独自のポップ、ナチュラル路線に定着。ギタリストの脱退に伴い、長谷川のトリッキーなベースプレイを前面に押し出したリズム体主軸のシンプルなロックサウンドへと発展していった。
- バンド名の名付け親は先輩であり、和泉がアニキと慕っていた黒夢の清春。厳密には清春が命名したわけではなく、とある会話の中で清春が発した「ロマンスフォア」というフレーズが妙に引っ掛かっていた和泉が後日、バンド名にしたいと申し出たというものだった。
- 1997年11月にシングル「I wish ～ずっと二人で～」でメジャーデビューするものの、わずか2年後の1999年12月、名古屋ミュージックファームでのライブを以って解散。
- 2011年11月27日、赤坂BLITZにてUNDER CODE PRODUCTION主催「輪廻転生～A RETURN of "VISUAL MONSTER"～」に出演、限定復活ライブ。
- 2024年11月21日、池袋手刀ドームにて再始動ボーカル　イズミユウより完全始動を宣言

## メンバー
- 和泉悠（いずみ ゆう、ボーカル）※初期は『悠宇』または『和泉悠宇』名義/現在は『イズミユウ』名義
BrandNew Kiss××××、黒夢ローディーを経て、Ad de Vidar解散後、Romance for〜結成。解散後は引退したが、2009年から音楽活動を再開するも数年で活動休止。2024年より本格的に音楽活動再始動、ソロプロジェクト・oto-ne cultureとして活動している。元ジェフユナイテッド千葉U18のDF夏山響生は実子である。
2024年11月　Romance for〜本格再始動
- 長谷川実士（はせがわ じつじ、ベース）※1997年までは『実士』名義
解散後はKieRE.のメンバーとして活動していたが、その後の消息は不明。
- 貴也（たかや、本名：山本-（やまもと）、ドラム）
1995年11月にサポートメンバーとして参加、1996年3月に正式に加入した。解散後はundercoverなどで活動。2006年に音楽活動から引退したが、現在は再開している。[1]
音楽活動引退後はヴィジュアル系サイト「ViSULOG」を立ち上げ、現在は株式会社フェイクスターの代表をつとめている。

### 旧メンバー
- 八神戒依（やがみ かいえ、ギター）※初期は『戒依』名義
1996年に脱退。その後WITH SEXY、覇叉羅-vasalla-などを経て、現在はLa'Muleの紺とNightingeiLを結成して活動中。紺とはゲノというユニットも組んでいる。
- KAZ（かず、ギター）
1995年にShojiとともに脱退。
- shoji（しょうじ、ドラム）
初代ドラマー。1995年にKAZとともに脱退。脱退後Lucideに参加、その後Merry Go Roundに加入した。

## ディスコグラフィ

### デモテープ
| No. | 発売日        | タイトル                             | 規格品番 | 発売元   | 最高順位 |
| --- | ------------- | ------------------------------------ | -------- | -------- | -------- |
| 1st | 1995年5月30日 | 楽園への回帰 The quest for the Grail |          | YENBANYA |          |

### シングル
|            | 発売日         | タイトル                     | 規格品番   | 発売元                                   | 最高順位               |
| ---------- | -------------- | ---------------------------- | ---------- | ---------------------------------------- | ---------------------- |
| 配布       | 1996年2月2日   | 人格「仮面劇」破壊           | DRS-001    |                                          |                        |
| Indies 1st | 1996年3月14日  | Garden                       | NLCD-005   | noir                                     |                        |
| Indies 2nd | 1996年8月21日  | 雨上がり                     | APDA-191   | バンダイ・ミュージックエンタテインメント | 95位（1996年9月2日付） |
| Indies 3rd | 1997年9月21日  | ～NOT FADE AWAY～            | MBCD-1002  | LISEUR MUSIC                             |                        |
| 1st        | 1997年11月21日 | I wish ～ずっと二人で～      | TCDN-19    | レヴェイユ（テイチク）                   |                        |
| 2nd        | 1998年2月21日  | 素晴らしき花を咲かせましょう | TCDN-21    | レヴェイユ（テイチク）                   |                        |
| 3rd        | 1998年5月21日  | 勇気をあげよう君に…          | TEDN-306   | レヴェイユ（テイチク）                   |                        |
| 4th        | 1999年10月21日 | LAST TRAIN                   | TECN-12580 | レヴェイユ（テイチク）                   |                        |

### ミニアルバム
| No.        | 発売日         | タイトル           | 規格品番   | 発売元                       | 最高順位 |
| ---------- | -------------- | ------------------ | ---------- | ---------------------------- | -------- |
| Indies 1st | 1996年12月16日 | Memories           | TCCN-25027 | レヴェイユ・イン（テイチク） |          |
| 1st        | 1998年10月21日 | a place in the sun | TECN-25467 | レヴェイユ（テイチク）       |          |

### 参加オムニバス
| 発売日        | タイトル                                    | 規格品番          | 最高順位 | 収録曲                                |
| ------------- | ------------------------------------------- | ----------------- | -------- | ------------------------------------- |
| 1995年        | COSMIC FIELDS                               | COS-001/COS-001-R |          | Black Hole                            |
| 1996年6月21日 | THE END OF THE CENTURY ROCKERS Ⅱ            | TCCN-30015        |          | Stay with me (Re-Mix Version)         |
| 1996年11月1日 | THE END OF THE CENTURY ROCKERS Ⅲ            | TCCN-30020        |          | Acacia、限りなく不思議な遠さ          |
| 1998年1月21日 | THE END OF THE CENTURY ROCKERS COLLECTION 1 | TCCN-26104        |          | Stay with me (Re-Mix Version)、Acacia |
| 2001年3月1日  | 彩-IRODORI- VISUAL ROCK BEST COLLECTION     | TECN-26704        |          | Stay with me (Re-Mix Version)、kiss   |

## タイアップ一覧
| 使用年 | 曲名                         | タイアップ                                    |
| ------ | ---------------------------- | --------------------------------------------- |
| 1998年 | 素晴らしき花を咲かせましょう | テレビ東京系『SPORTS 100%』エンディングテーマ |
| 1998年 | 勇気をあげよう君に…          | TBS系『マガ不思議』エンディングテーマ         |